# Ymer (Schiff)
Die Ymer ist ein schwedischer Eisbrecher.

## Geschichte
Gebaut wurde der Eisbrecher auf der Werft Oy Wärtsilä AB in Helsinki, Finnland.
Der Stapellauf war im Jahr 1977.
Die Ymer fährt unter der Flagge von Schweden. Der Heimathafen ist Luleå.

## Technik und Ausstattung
Der Antrieb des Schiffes erfolgt dieselelektrisch mit einer maximalen Antriebsleistung der Motoren von 16.200 kW. Damit wird eine Geschwindigkeit von maximal 19,00 kn erreicht. Der Pfahlzug des Eisbrechers wird mit 190 Tonnen angegeben.